# Guillermo Rodríguez (militaire)
Pour les articles homonymes, voir Guillermo Rodríguez et Rodríguez.
Guillermo Antonio Rodríguez Lara, surnommé « Bombita »,  né le 4 novembre 1923, à Pujilí (province de Cotopaxi), est un général et un homme d'État équatorien, dictateur militaire de 1972 à 1976.

## Biographie
Après avoir suivi des études secondaires au Collège militaire Eloy Alfaro de Quito, il bénéficie d'une bourse (1944) pour poursuivre ses études à l'École militaire de Colombie, où il obtient de très bons résultats. En 1945, il étudie à l'École d'artilleurs et d'ingénieurs, puis continue en 1947 à l'École supérieure technique, en Argentine. Il poursuit à l'École militaire des Amériques, au Panama. De 1962 à 1964, il enseigne dans cet établissement réputé pour avoir formé de nombreux dictateurs latino-américains. 
En 1966, Lara est incorporé à l'état major des forces armées équatoriennes. La tentative de coup d'État de 1971 entraîne une réorganisation du haut commandement de l'armée de terre. Lara en bénéficie : il est nommé commandant général par le président José María Velasco Ibarra.

### Coup d'État
Le 15 février 1972, un jeune officier de l'armée, le commandant Jorge Queirolo Gómez, réalise un coup d'État. Quelques heures plus tard, il remet le pouvoir à Guillermo Rodríguez Lara.
Pendant les quatre années de sa présidence, il utilise les revenus des ressources pétrolières du pays pour le doter d'infrastructures : hôpitaux, écoles, routes, etc. Il tente de faire appliquer un début de réforme agraire mais doit composer avec l'inflexibilité des grands propriétaires, le conduisant à son tour à radicaliser sa position : « Et plus d'oligarchie, de classes dominantes qui foulent aux pieds la majorité, plus de reste de féodalisme ! Je n'ai accepté ni n'accepterai aucune influence étrangère. » La Texaco Gulf interrompt l'extraction et l'exportation de pétrole, tandis que Washington suspend son soutien militaire. En dépit des pressions extérieures et du conflit avec les élites économiques, le dialogue entretenu entre le gouvernement et le mouvement social permet à l’Équateur de bénéficier de quatre ans de stabilité sans précédent.
En janvier 1976, il est « démissionné » par le vice-amiral Alfredo Poveda. Celui-ci purge l’armée de ses éléments progressistes, réaligne le pays sur Washington et effectue une transition vers un régime politique libéral.